# Castell de Girsberg

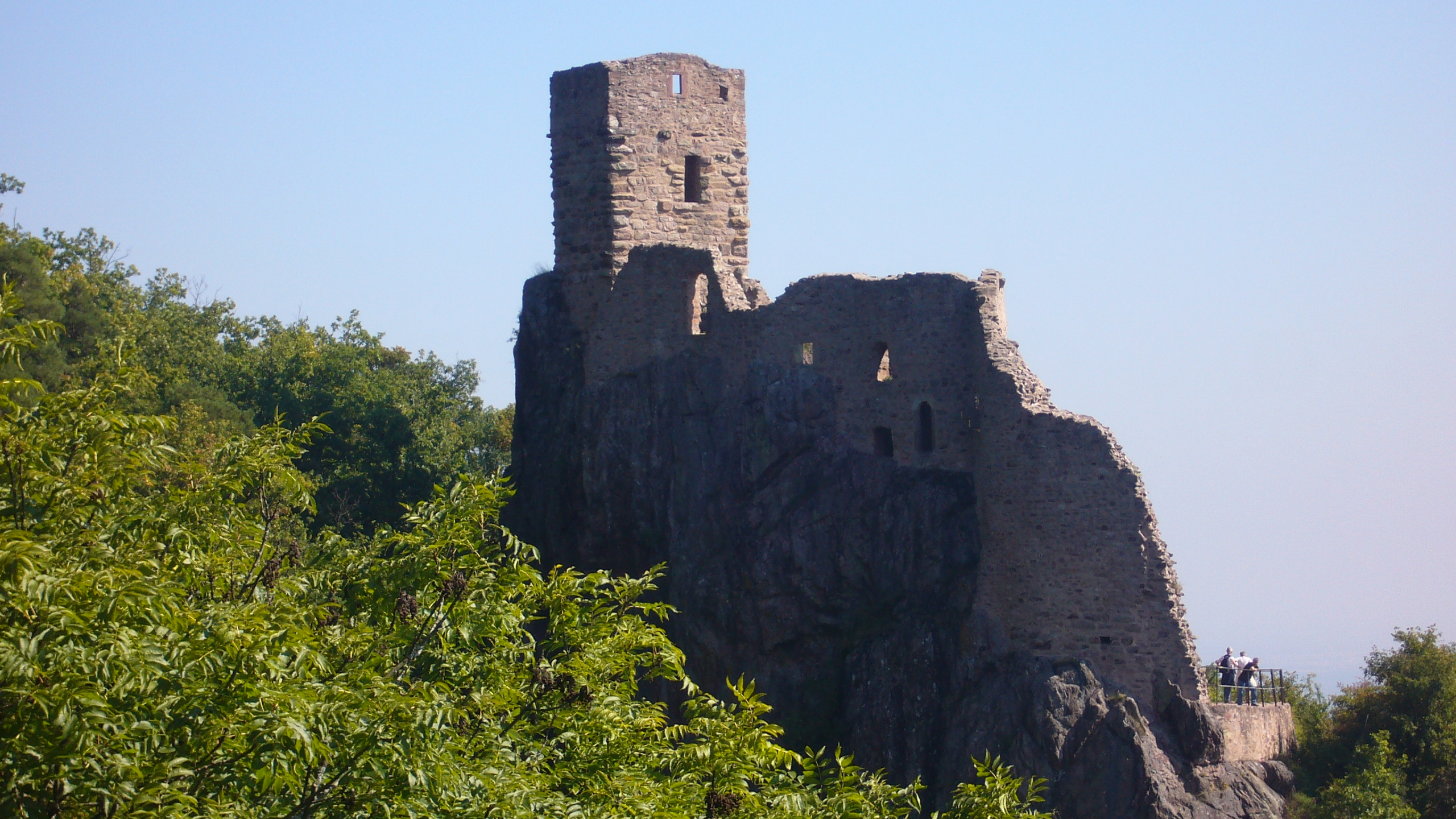
Castell del Girsberg vist des del senderó conduint a l'Alt-Ribeaupierre

El castell del Girsberg fou un dels tres principals castells dels Rappolstein.
Situat a 528 metres d'altitud el castell, que és el més petit dels tres, es troba sobre una espina a pic. Aquest castell fou edificat al segle xiii sobre un espai molt reduït. Es troba en aquest emplaçament una torrassa pentagonal de la qual l'angle casa perfectament amb el traçat de la roca. Fou en principi denominat Stein (la Roca en francès La Roche), després va ser reconstruït a causa d'un incendi provocat per un llamp el 1288.
El 1304, el castell fou donat en feu a uns vassalls, els cavallers de Girsberg dels quals va prendre el nom. La família dels Girsberg havia estat abans lligada a l'imperi dels Hohenstaufen. Tenien en principi les posicions del vall de Munster, i després intercanviaren el seu domini el 1316 amb els Ribeaupierre/Rappolstein i restauraren el castell del Girsberg. Els Girsberg el van guardar fins a la seva extinció al segle xv.
El castell de Girsberg fou construït en diverses etapes des del segle xiii, en principi amb pedres en gruixuts bocellaments, després realçat més tard d'una torrassa. El 1422, els Girsberg s'enfrontaren amb Maximí I Smassmann que va assetjar el castell. Joan Guillem de Girsberg morirà en el transcurs d'aquest setge. Amb ell desaparegué l'últim dels Girsberg. Caigué llavors definitivament a les mans dels Ribeaupierre/Rappolstein.
Fou abandonat al segle xvi i va caure llavors en ruïnes.